# ویاتوئرتا
ویاتوئرتا (به اسپانیایی: Villatuerta) یک دهستان در اسپانیا است که در نابارا واقع شده‌است. ویاتوئرتا ۲۳٫۵۹ کیلومتر مربع مساحت و ۱٬۱۳۷ نفر جمعیت دارد و ۴۴۰ متر بالاتر از سطح دریا واقع شده‌است.